# First Class van Eeckelghem
First Class van Eeckelghem (né le 18 juin 2005, mort le 29 juin 2017) est un cheval hongre de saut d'obstacles, alezan, inscrit au stud-book du BWP, et monté par le cavalier allemand Daniel Deußer. Il est médaille de bronze par équipes aux Jeux olympiques de Rio en 2016. Il est euthanasié en juin 2017 des suites d'une crise de coliques.

## Histoire

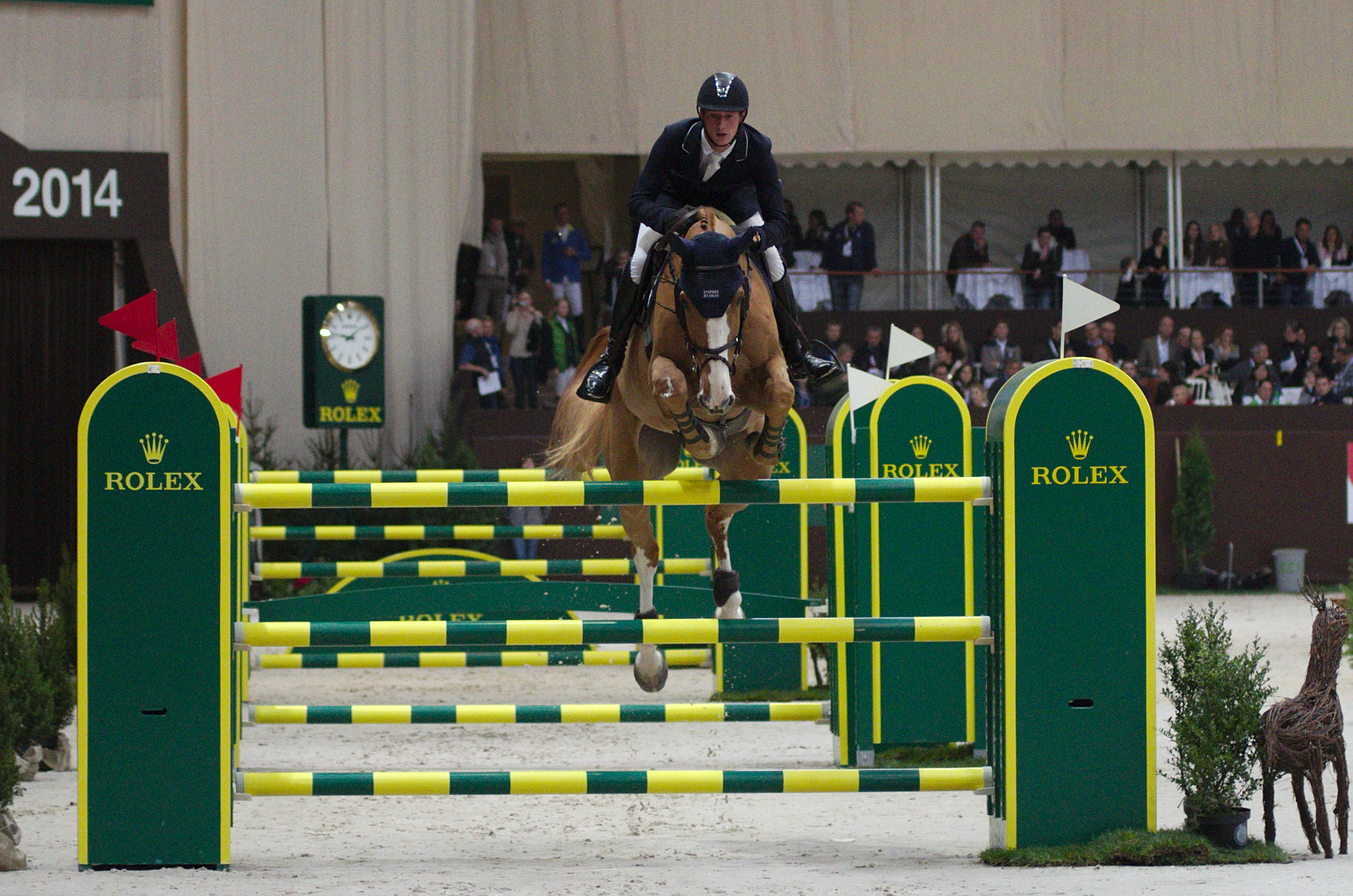
First Class Van Eeckelghem monté par Daniel Deußer au 54eme CHI de Genève en 2014.

Il naît le 18 juin 2005 à l'élevage de Pierre Floru, à Affligem. Il est la propriété des écuries Stephex depuis 2013. Sa carrière sportive de haut niveau débute difficilement, mais rapidement, avec en 2014 une victoire au championnat national allemand. En 2014 et 2016, il remporte les Grand Prix cinq étoiles de Doha, Villach, Chantilly, Hambourg, Malines, Stuttgart, Madrid et Valkenswaard. Blessé fin 2014, il retrouve la haute compétition fin juin 2015. 
Il meurt le 29 juin 2017 d'une crise de coliques, ayant entraîné son euthanasie. Daniel Deußer lui rend hommage sur les réseaux sociaux,. 

## Description
First Class van Eeckelghem est un hongre de robe alezan, inscrit au stud-book belge du BWP. Son physique est atypique pour sa discipline. D'après sa groom, il présente un caractère agressif lorsqu'il est à l'écurie, tentant d'attaquer les personnes qui passent devant lui. Il est généralement le premier cheval nourri à l'écurie, car dans le cas contraire, il tape dans sa porte de box jusqu'à recevoir de l'attention. Son cavalier le décrit doté de cœur et d'un esprit combatif. 

## Palmarès
- 2016 : médaille de bronze par équipes et 9e individuel aux Jeux olympiques de Rio[1]

## Pedigree
First Class Van Eeckelghem est un fils de l'étalon Balou du Rouet et de la jument Paprika van't Steenputje, par Feinschnitt I van de Richter.